# Herb Serbii

Wielki herb Serbii

Mały herb, używany na fladze Serbii

Herb Serbii ustanowiony 17 sierpnia 2004, został zaprojektowany na podstawie herbu Serbii z czasów dynastii Obrenowiciów, w obecnej wersji graficznej został przyjęty w listopadzie 2010 r.
Godło przedstawia białego orła o dwóch głowach zwróconych w lewo i w prawo, z otwartymi żółtymi (złotymi) dziobami i żółtymi (złotymi) szponami. Umieszczony na czerwonym tle tarczy herbowej tworzy herb Serbii. Po dwóch stronach ogona znajdują się dwie żółte (lub złote) lilie heraldyczne. W środku znajduje się czerwona hiszpańska tarcza herbowa, na której znajduje się na czerwonym tle tzw. krzyż serbski - grecki krzyż równoramienny z czterema stylizowanymi literami C - skrótem od Само слога Србина спасава (srb. Tylko jedność uratuje Serbów). 
Herb w przypominającej dzisiejszą formie był już używany w Serbii w średniowieczu. Początkowo zamiast czterech liter C były cztery greckie litery B - skrót od Basileus Basileon Basileuon Basileusin (gr. Król królów, królujący nad królami) nawiązujące do bizantyjskiego Krzyża Paleologów. 
Kolory używane w małej wersji herbu Serbii:
| Kolor     | Kod Pantone | Kod CMYK   |
| --------- | ----------- | ---------- |
| Czerwony  | 193C        | 0-90-70-10 |
| Niebieski | 287C        | 100-55-0-0 |
| Żółty     | 116C        | 0-10-95-0  |
| Biały     | —           | 0-0-0-0    |

## Historyczne godła

Herb Królestwa Serbii z lat 1718–1739
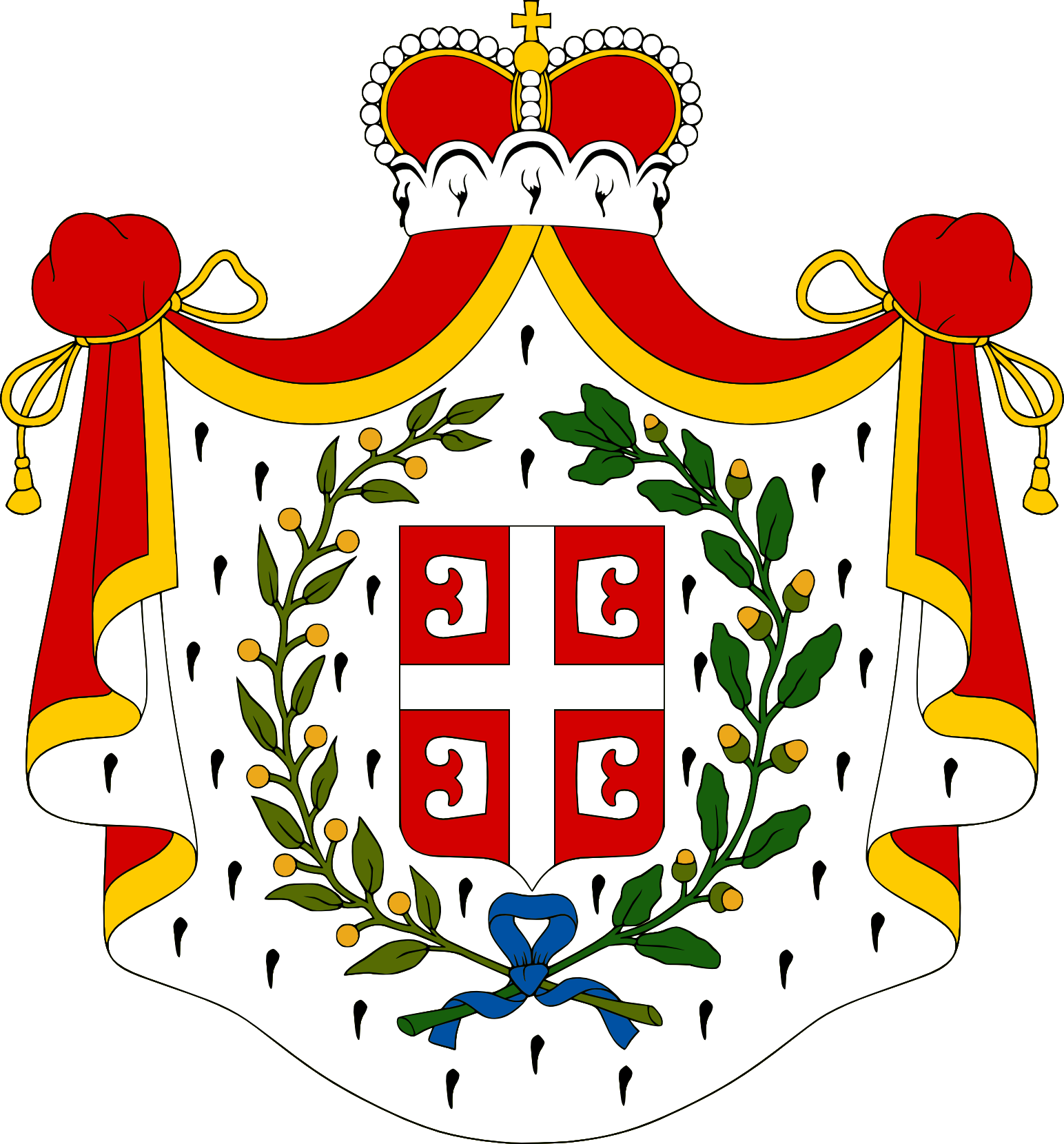
Godło Księstwa Serbii z lat 1815–1882
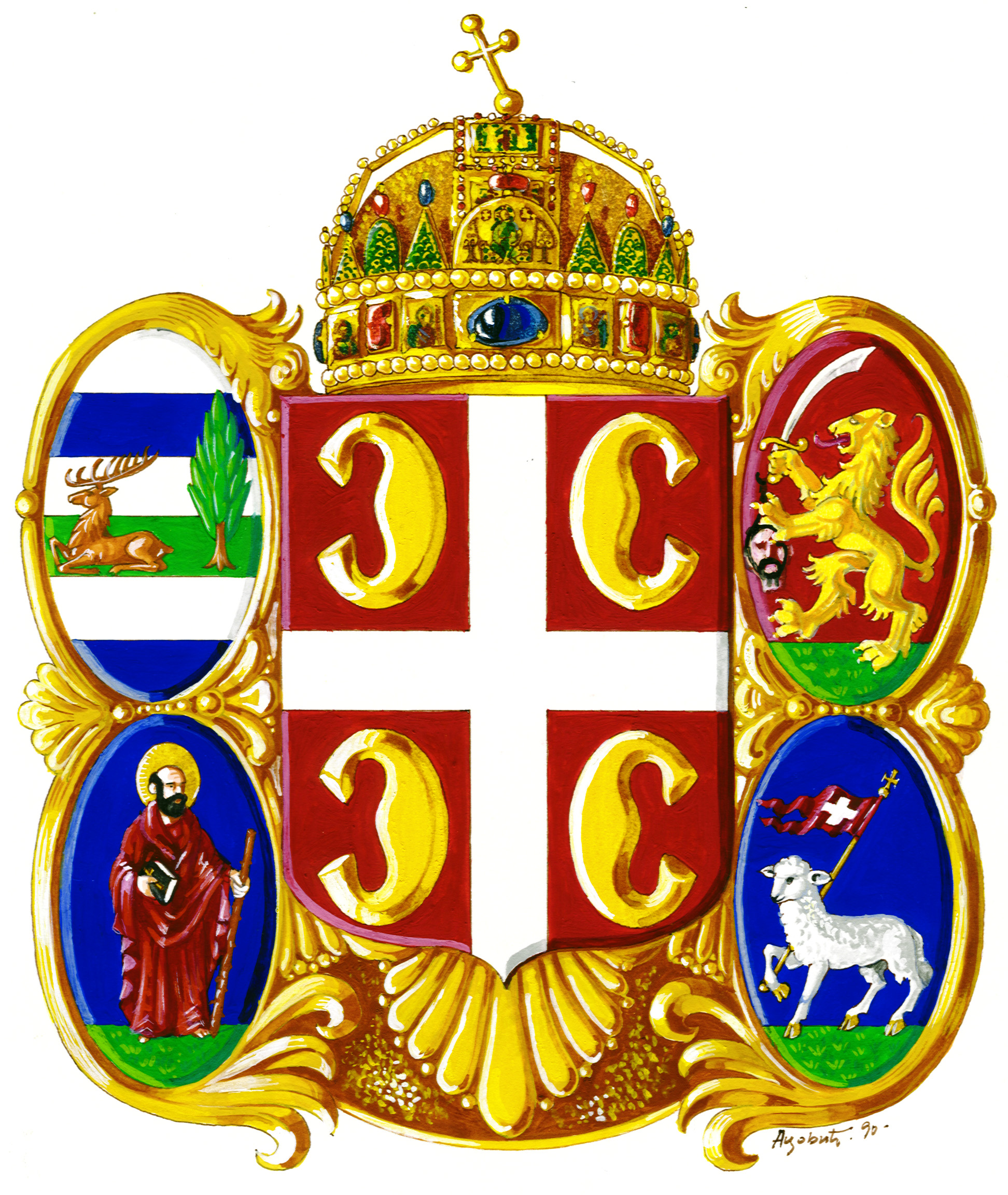
Herb Wojwodiny z Koroną Świętego Stefana
Herb Wojwodiny na piersi habsburskiego orła
Królestwa Serbii z lat 1882–1918
1941–1944
Godło republiki serbskiej w latach 1945–1991 (bez krzyża serbskiego, symbolizującego chrześcijaństwo)
Herb Serbii i Czarnogóry (2003–2006)
Herb Serbii w latach 2004–2010
Wielki herb Serbii w latach 2004–2010
Herb Republiki Serbskiej w Bośni i Hercegowinie, obowiązujący do roku 2007